# 布萊湖
53°1′13″N 13°34′42″E / 53.02028°N 13.57833°E
布萊湖（德語：Bleisee），德國湖泊，位於該國東北部，由勃蘭登堡州負責管轄，處於烏克馬克縣，長0.1公里、寬0.1公里，面積0.001平方公里，海拔高度58米。